# Johan Ewerhardt den äldre
Johan Ewerhardt, född 23 april 1718 i Linköping, död 13 januari 1798 i Skara, var en svensk domkyrkoorganist och orgelbyggare.

## Biografi
Johan Ewerhardt den äldre föddes 23 april 1718 i Linköping. Han var son till klensmeden Hindrich Everhardt och Cathrina Udde. Ewerhardt blev student vid Trivialskolan i Linköping den 14 juni 1728. Han studerade vid Linköpings gymnasium mellan 1736 och 1742. Enligt Ewerhardts självbiografi lärde han sig orgelbyggeri i samband med att Johan Niclas Cahman byggde en orgel till Linköpings domkyrka. Cahman var bekant med orgelbyggaren Olof Hedlund i Stockholm som Ewerhardt senare kom att lära orgelbyggeri av. Han tog sedan examen i Stockholm. 1736 bodde orgelbyggaren Jonas Wistenius ett år hos Ewerhardts föräldrar. Ewerhardt gick då i lära hos honom och byggde ett orgelverk som var tre oktaver långt med stämmor. Samma år reste han till Uppsala akademi och senare till gymnasiet i Skara. 
Enligt domkyrkoorganisten Johan Miklin  i Linköping var Ewerhardts kunskaper om vart han hade lärt sig orgelbyggeri påhittade. Han hade endast sett på arbetet när Cahman byggde orgeln och senare låtit en snickare bygga en låda till ett litet positivet. Positivet blev aldrig färdigt och brändes upp. 

### Skara
Ewerhard blev 1742 musiklärare (director canutus) vid gymnasiet i Skara. Han gifte sig 28 december 1748 med Märta Margareta Ryzelia. Den 10 september 1755 blev han även domkyrkoorganist (director musices) i Skara domkyrka efter organisten Johan Lundelius. Den 3 april 1761 privilegierades han som orgelbyggare i Västergötland.
Av hans 14 arbeten finns bara några fasader kvar. Även sonen Johan Ewerhardt den yngre var orgelbyggare.
Bodde på nummer 52 i Skara. Familjen flyttade 1774 till nummer 56.

### Familj
Ewerhardt gifte sig 28 december 1748 i Skara med Märta Margareta Ryzelia (1731–1798). Hon var dotter till rektorn Paul Rhyzelius och Margareta Blom. De fick tillsammans barnen Greta Kajsa Ewerhardt (född 1749), Henrik Ewerhardt (född 1751), Britta Sofia Ewerhardt (1752–1809), Paul Ewerhardt (1756–1829), Johan Ewerhardt (1760–1847) och Lovisa Johanna Ewerhardt (1763–1773).

## Lista över orglar
| År         | Ursprunglig kyrka              | Stift    | Bild | Manualer | Pedal | Stämmor   | Bevarad orgel/fasad | Övrigt |
| ---------- | ------------------------------ | -------- | ---- | -------- | ----- | --------- | ------------------- | --- |
| 1764       | Grolanda kyrka                 | Skara    |      |          |       | 14        | Nej/Ja              | En ny orgel byggdes 1914 av Olof Hammarberg, Göteborg. |
| 1766       | Vänersborgs kyrka              | Skara    |      |          |       | 20        | Nej/Nej             | En ny orgel byggdes 1860 av Marcussen & Sön, Aabenraa, Danmark. Delar av Ewerhardts orgel sattes 1863 upp i en orgel i Örs kyrka. Orgeln sattes upp av Anders Hultström, Ör och byggdes om till 8 stämmor. En ny orgel byggdes 1918 av Johannes Magnusson, Göteborg. |
| 1769       | Skövde kyrka                   | Skara    |      |          |       | 13        | Nej/Nej             | Orgeln renoverades 1789 av Lars Strömblad, Falköping. En ny orgel byggdes 1865 av Erik Adolf Setterquist, Örebro. |
| 1760-talet | Sankt Nicolai kyrka, Lidköping | Skara    |      |          |       | 19        | Nej/Nej             | |
| 1770       | Lyrestads kyrka                | Skara    |      |          |       | 12        | Nej/Ja              | I november 1766 skrevs kontrakt med Ewerhardt om ett nytt orgelverk med 12 stämmor. Det nya orgelverket approberades av prosten Johan Helstadius och organisten Adam Ludvig Hammarstrand, Mariestad. Orgeln invigdes 26 augusti 1770. En ny orgel byggdes 1885 av Johan Anders Johansson, Mösseberg. |
| 1775       | Gökhems kyrka                  | Skara    |      |          |       | 6         | Nej/Nej             | Orgeln besiktades 16 maj 1775 av organisten Magnus Stenman. En ny orgel byggdes 1862 av Johan Nicolaus Söderling, Göteborg. Orgeln köptes in från Skara domkyrka. |
| 1786       | Sunnersbergs kyrka             | Skara    |      |          |       |           | Nej/Nej             | En ny orgel byggdes 1856 av Carl Johan Fogelberg, Lidköping. |
| 1786       | Sankt Nicolai kyrka, Lidköping | Skara    |      |          |       | 19        | Nej/Nej             | Orgeln förstördes i en brand 1849. |
| 1787       | Enåsa kyrka                    | Skara    |      |          |       | 5 eller 6 | Nej/Ja              | En ny orgel byggdes 1934 av M J & H Lindegren, Göteborg. |
| 1788       | Tyska kyrkan, Göteborg         | Göteborg |      |          |       | 32        | Ja/Ja               | En ny orgel byggdes 1864 av Marcussen & Sön, Aabenraa, Danmark. Ewerhardts orgel och fasad såldes samma år till Stafsinge kyrka och uppsattes delvis där. Där byggdes den om av Johan Ferdinand Ahlstrand, Istorp. 1984 renoverades orgeln av A Magnussons Orgelbyggeri AB, Mölnlycke. |
| 1789       | Carl Johans kyrka              | Göteborg |      |          |       |           |                     | |
| 1790       | Skredsviks kyrka               | Göteborg |      |          |       | 6         | Nej/Ja              | En ny orgel byggdes 1865 av Johan Nicolaus Söderling, Göteborg. Ewerhardts orgel och fasad såldes samma år till Steneby kyrka. En ny orgel byggdes 1921 av Olof Hammarberg, Göteborg. |
| 1790/1792  | Varbergs kyrka                 | Göteborg |      |          |       | 18        | Nej/Ja              | En ny orgel byggdes 1850 av Johan Nicolaus Söderling, Göteborg. Ewerhardts fasad förändrades då. Eventuellt byggdes orgel av sonen Johan Ewerhardt den yngre. |
| 1792       | Tanums kyrka                   | Göteborg |      |          |       | 10        | Nej/Ja              | Den 8 februari 1789 beslutade Tanums församling att man skulle köpa ett orgelverk som skulle ställas ovanför altaret. Orgeln fick max kosta 500 daler. Orgel och fasaden såldes 1819 till Uddevalla kyrka, där den sattes upp. En ny orgel byggdes 1869 av E A Setterquist, Örebro i Uddevalla kyrka. Ewerhardts orgel och fasad såldes samma år till Herrestads kyrka, där den sattes upp. Den sattes upp och utökades till 15 stämmor av bagaren B. Larsson, Uddevalla. 1900 utökades orgeln av Johannes Magnusson, Göteborg. En ny orgel byggdes 1934 av M J & H Lindegrens Orgelbyggeri, Göteborg. |
| 1790-talet | Hudene kyrka                   | Skara    |      |          |       |           | Nej/Nej             | En ny orgel byggdes 1877 av Salomon Molander & Co, Göteborg. Eventuellt byggdes orgeln av sonen Johan Ewerhardt den yngre. |
| 1799       | Hjo kyrka                      | Skara    |      |          |       | 10        | Nej/Nej             | 1797 beställdes en orgel av Ewerhardt den äldre. Orgeln fullbordades hösten 1799 av sonen Johan Ewerhardt den yngre. En ny orgel byggdes 1911 av E A Setterquist & Son, Örebro. |

### Ombyggnationer
| År   | Ursprunglig kyrka | Stift | Bild | Manualer | Pedal | Stämmor | Bevarad orgel/fasad | Övrigt |
| ---- | ----------------- | ----- | ---- | -------- | ----- | ------- | ------------------- | --- |
| 1788 | Skara domkyrka    | Skara |      |          |       |         | Nej/Nej             | Orgeln byggdes om 1788 av Ewerhardt. Orgeln var byggd 1697 av Hans Henrich Cahman och Johan Åhrman och hade 24 stämmor. En ny orgel byggdes 1894 av Johannes Magnusson, Göteborg. |

## Medarbetare och elever
- Westman (född 1703). Han var omkring 1766–1772 gesäll hos Ewerhardt.[22]

- Johan Hasselmark (född 1744). Han var omkring 1766–1772 lärling hos Ewerhardt.[22]

- Hasselblad. Han var 1774 gesäll hos Ewerhardt.[23]

- Johan Backman (född 1739). Han var 1777 gesäll hos Ewerhardt.[23]

- Nesberg. Han var 1778 gesäll hos Ewerhardt.

- Magnus Lengquist (1747–1784).[34] 1774 blev han gesäll hos orgelbyggaren Lars Wahlberg, Växjö.[35] Han 1777 blev han orgelbyggargesäll hos Ewerhardt. 1778 flyttade han tillbaka till Växjö.[36][24] 1780 var han gesäll hos Mattias Swahlberg den yngre och Olof Schwan i Stockholm.[37]

- Hans Peter Hjelmgren (1746–1795).[38] Han blev 1779 snickargesäll och orgelbyggargesäll hos Ewerhardt. Hjelmgren flyttade 1781 till Gränna.[36][24][25] Han var från 1784 orgelbyggargesäll hos Lars Strömblad, Falköping.[39][40][41][42] Hjelmgren gifte sig 18 april 1786 med Hedvig Polhammar, dotter till en rådman i Falköping.[43] 1787 blev han åter orgelbyggargesäll hos Ewerhardt.[44]

- Bengt Nordgren (född 1764). Han var snickargesäll mellan 1785 och 1788 hos Ewerhardt.[25][44] Han gifte sig 1790 med Ewerhardts dotter Britta Sofia (1752–1809).

- Sven Svensson Wallin (född 1772). Han var mellan 1795 och 1797 snickargesäll hos Ewerhardt.[44][25]

- Gustaf Castelius (född 1766). Castelius var son till snickaren Gustaf Castelius och Ebba Blidberg i Ulricehamn.[45]. Han var mellan 1790 och 1791 snickargesäll hos Ewerhardt.[44][25]

- Zacharias Liljefors (1775–1818). Han var lärling mellan 1797 och 1798 hos Ewerhardt.[44][25]

### Organistelever
- Johan Hallberg (1724-1792). Arbetade som organist i Norra Vånga församling och Varnhems församling.[19]